# Biblická kniha
Biblická kniha nebo také biblický spis je literární dílo, které se považuje za součást Bible, a to v závislosti na tom, zda jej příslušná církev řadí do jí uznávaného biblického kánonu. Pro snazší orientaci je text každé biblické knihy rozdělen na kapitoly označované arabskými čísly počínaje jedničkou a ty dále na verše.
Tanach – židovské dělení biblických knih:
- Tóra
- Proroci
- Spisy

Starozákonní knihy – křesťanské dělení:
- Pentateuch – pět knih Mojžíšových
- Dějepisné knihy
- Prorocké knihy – větší proroci a menší proroci
- Mudroslovné knihy

Novozákonní knihy
- Evangelia – synoptická a Janovo
- Skutky apoštolů
- Epištoly – Pavlovy a tzv. katolické
- Zjevení Janovo (Apokalypsa)

Biblické knihy dle jednotlivých kánonů
- Deuterokanonické knihy – v kánonu katolických a východních církví, neuznávané protestantskými a židovskými
- Apokryfní knihy – spisy podobné biblickým textům, které nebyly přijaty do kánonu
- Pseudepigrafické knihy – nekanonické starozákonní knihy šířené pod podvrženým jménem autora